# Interim Control Module
Interim Control Module (ICM) měla být součást ISS, kterou vyrobila NASA. Tento modul měl sloužit jako dočasná náhrada modulu Zvezda v případě že by Zvezda byla poškozena nebo zničena. Po seškrtání rozpočtu NASA bylo od tohoto modulu upuštěno.